# 콜린 매컬로
콜린 매컬로(Colleen McCullough, 1937년 - 2015년 1월 29일)는 오스트레일리아의 작가이다. 37세이던 1974년 20대 장애인 남성과 40대 여성의 사랑을 담은 《팀》으로 소설가로서 등단을 한 뒤 25개의 작품을 펴냈다. 1977년 두 번째 소설인 《가시나무새》를 출간하였고 이 소설은 세계적인 인기를 끌어 총 3,000만 부나 팔렸고 이를 통해 세계 문학 애호가의 뇌리에 자신의 이름을 각인시켰다.

## 생애
콜린 매컬로는 1937년 오스트레일리아 웰링턴에서 태어났다. 어릴 적부터 문학과 과학에서 뛰어난 재능을 보인 매컬로는 문학은 미래가 불안정하다고 판단해 시드니 의대에 진학했으나 건강상의 문제로 의대를 중퇴하였으며 동 대학 신경생리학과 학사과정으로 전과, 졸업 후에는 시드니 왕립 노스쇼어 병원에 신경과학부를 창설했다. 신경과학자로서 미국 예일대 신경학과에 초빙되어 연구와 강의를 하던 10년 동안 두 종의 소설을 발표했는데, 첫번째가 데뷔작 『팀』, 두번째가 전 세계적으로 3천만 부 넘게 팔린 초대형 베스트셀러 『가시나무새』다.
『가시나무새』가 이례적인 성공을 거두자 매컬로는 마흔 살에 과학자의 삶을 접고 전업 작가의 길을 걷기 시작했다. 1973년에는 남태평양 노퍽 섬에 정착했고, 1984년 이 섬의 원주민인 남편 릭 로빈슨과 결혼했다.
매컬로는 국내에서 주로 『가시나무새』의 작가로 유명하지만 영미권에서는 역사소설가로 명성이 높다. 13년간의 자료 수집과 철저한 고증 끝에 로마 시리즈의 첫 책 『로마의 일인자』를 써서 1990년에 세상에 내놓은 뒤 2007년까지 근 20년 동안 역사소설 〈마스터스 오브 로마〉 7부작을 연달아 발표했다. 매컬로는 원래 카이사르의 죽음으로 마무리되는 6부 『시월의 말』로 이 시리즈의 대장정을 마치려 했지만 독자들의 뜨거운 성원에 힘입어 7부까지 쓰기에 이른다. 매컬로는 또다른 역사소설 『트로이의 노래』, 『모건의 길』 등 총 25종의 작품을 썼고, 데뷔작 『팀』과 『가시나무새』 등은 영화화되었다.
1993년 오스트레일리아 매쿼리 대학에서는 〈마스터스 오브 로마〉 시리즈의 업적을 기려 매컬로에게 명예문학박사 학위를 수여했고, 2000년에는 이탈리아에서 역시 이 시리즈의 성과를 기려 그녀에게 권위 있는 문학상인 스칸노 상을 수여했다.
매컬로는 로마 시리즈 6부 『시월의 말』을 발표하고 일 년 뒤, 황반변성으로 왼쪽 눈의 시력을 잃었다. 그후 지속적인 건강 악화에도 남편의 헌신적인 도움으로 집필 의지를 잃지 않고 『비터스위트』(2013) 등 다수의 책을 발표했다. 2015년 1월, 노퍽 섬에서 77세를 일기로 타계했다.

## 작품
- 팀 Tim (1974)
  - 콜린 매컬로는 37세 때 첫 작품 《팀》을 출판해서 베스트셀러가 되었다. 멜 깁슨 주연의 영화로 만들어졌다.
  - 한국에서는 《내사랑 바보》(학일출판사)로 역간되었다.
  - 맑은 영혼을 지닌 두 사람, 20대의 지적장애인 팀과 40대의 여성과의 아름다운 사랑 이야기이다. 안정된 생활을 가지고 있던 메리는 우연히 지적장애인 팀을 만나 사랑의 감정을 느끼지만 애써 부정한다. 팀은 고대 그리스 신화의 신과 같은 외모를 지닌 어린이의 지능을 가진 청년이다. 세상의 편견과 맞서 두 사람은 사랑을 키워나간다.

- 가시나무새들 The Thorn Birds (1977)
  - 남자 로마 가톨릭 신부와 여자 신도 간의 사랑을 다룬 작품이다. 20여 개 언어로 번역되어 수천만 부 이상이 팔려나간 초대형 베스트셀러이다. 1983년 미국에서 미니시리즈 드라마로 제작되어 인기가 많았으며, 문화방송 드라마 《러브레터》제작자에게 영감을 주었다.
  - 한국어판은 문학사상사, 을지문화사, 육문사에서 역간되었다.

- 《여자의 집념》 An Indecent Obsession (1981)
  - 한국에서는 《여자의 집념》라는 제목으로 학일출판사에서 출간되었다. 또다른 이름으로 [비에 젖은 꽃잎] 영언미디어에서 출간되었다.
  - 전쟁으로 인한 인간의 고뇌와 간호 장교인 오너 랭트리의 사랑과 의무에 대한 집념을 그린 소설이다. 제2차대전이 끝날 무렵 호주의 정신병동에 신입환자가 들어오면서 이야기는 시작된다. 전쟁으로 인한 PTSD환자를 모은 X병동에서 전쟁으로 인한 비극과 사랑과 의무에 대한 집념을 그린 작품이다.

- 《메시아 놀이》 A Creed for the Third Millennium (1985)
  - 한국에서는 《메시아 놀이》라는 제목으로 문경출판사에서 출간되었다.

- 《숲속의 연인》 The Ladies of Missalonghi (1987)
  - 한국에서는 《숲속의 연인》(선비출판사)로 역간되었다.
  - 가난한 비혼 여성 미씨의 결혼이야기를 그린 소설이다. 신데렐라형 이야기이다.

- 《트로이의 노래》 The Song of Troy (1998)
  - 박혜수 역, 친구미디어, 2000.02.01, 364p ISBN : 8987268748
  - 그리스 신화를 충실히 재현하면서도 창의적으로 재해석한 감각이 탁월한 작품이다.

- 《모건의 길》 Morgan's run (2000)
  - 김영희 역, 문학사상사, 2004.05.20 ISBN 89-7012-625-2
  - 콜린 매컬로의 모건의 길은 실존인물인 미국 독립전쟁과 호주 개척 당시의 머스켓 총 제작자(건스미스) 모건의 일생을 다루고 있다. 억울한 누명을 쓰고 영국에서 호주로 죄수의 삶을 시작한 모건의 파란만장한 일대기가 그려져있다. 실제 자신의 조상을 모델로 소설을 창조하였다.
  - 단순한 소설책이 아니며, 미국 독립 당시와 호주 건국 당시의 상세한 역사 이야기가 포함되어 있다. 작가는 이 소설을 쓰기 위해 전 세계 도서관과 신문사를 찾아다니며, 방대한 양의 자료를 수집했다.

- 《사랑의 랩소디》 The Touch (2003)
  - 김영희 역, 문학사상사, 2005.04.10, 362p ISBN : 8970126783
  - 4인 4색의 극한적 사랑의 방식을 보여준다. 오스트레일리아의 광대한 개척지를 배경으로 가족 삼대의 이야기가 금단의 사랑을 중심으로 펼쳐진다. 금광으로 부자가 된 알렉산더 킨로스는 고향에서 온 사촌 엘리자베스를 아내로 맞는다. 알렉산더의 배우자 엘리자베스, 알렉산더의 애인 루비, 알렉산더의 아들 리, 엘리자베스의 두 딸 넬과 애너 등 수많은 등장인물과 얽혀 충격적인 클라이맥스를 맺는다.

```
   * 
Tim
 (1974)
   * 
The Thorn Birds
 (1977)
   * 
An Indecent Obsession
 (1981)
   * 
A Creed for the Third Millennium
 (1985)
   * The Ladies of Missalonghi (1987)
   * 
The Song of Troy
 (1998)
   * 
The Courage and the Will: The Life of Roden Cutler VC
 (1999)
   * 
Morgan's Run
 (2000)
   * 
The Touch
 (2003)
   * 
Angel Puss
 (2004)
   *
 On, Off
 (2006)
```

### 로마
[마스터스 오브 로마 Masters Of Rome] 시리즈
- The First Man in Rome(1990)<로마의 일인자>(전4권, 1993) 교원문고에서 번역, 출간되었으나 절판되었다.- 같은 책(전3권, 2015) 교유서가에서 새로 번역, 출간되었다.
- The Grass Crown (1991) <풀잎관>(전4권, 1994) 교원문고에서 번역, 출간되었으나 절판되었다. - - 같은 책(전3권, 2015) 교유서가에서 새로 번역, 출간되었다.
- Fortune's Favorites (1993) <포르투나의 선택>(전3권, 2016) 교유서가에서 번역, 출간되었다.
- Caesar's Women (1996) <카이사르의 여자들>(전3권, 2016) 교유서가에서 번역, 출간되었다.
- Caesar: Let the Dice Fly (1997) <카이사르>(전3권, 2017) 교유서가에서 번역, 출간되었다.
- The October Horse (2002) <시월의 말>(전3권, 2017) 교유서가에서 번역, 출간되었다.
- Antony and Cleopatra (September 2007) <안토니우스와 클레오파트라>(전3권, 2018) 교유서가에서 번역, 출간되었다.